# Gouvernement Abdelghani I
 (novembre 2024).
République Algérienne
Boumédiène IV Abdelghani II

## Composition
| Fonction                                                             | Titulaire | Titulaire                    | Parti |
| -------------------------------------------------------------------- | --------- | ---------------------------- | ----- |
| Président de la République et Ministre de la Défense                 |           | Chadli Bendjedid             | FLN   |
| Premier ministre et Ministre de l’Intérieur                          |           | Mohamed Ben Ahmed Abdelghani | FLN   |
| Ministre conseiller auprès du Président de la République             |           | Abdelaziz Bouteflika         | FLN   |
| Ministre conseiller auprès du Président de la République             |           | Ahmed Taleb Ibrahimi         | FLN   |
| Ministre des Affaires étrangères                                     |           | Mohamed Seddik Ben Yahia     | FLN   |
| Ministre des Industries légères                                      |           | Saïd Aït Messaoudène         | FLN   |
| Ministre des Postes et Télécommunications                            |           | Mohamed Zerguini             | FLN   |
| Ministre de l’Urbanisme, de la Construction et de l’Habitat          |           | Abdelmadjid Aouchiche        | FLN   |
| Ministre des Finances                                                |           | M’hamed Yala                 | FLN   |
| Ministre du Commerce                                                 |           | Abdelghani Akbi              | FLN   |
| Ministre des Sports                                                  |           | Djamel-Eddine Houhou         | FLN   |
| Ministre de l’Information et de la Culture                           |           | Abdelhamid Mehri             | FLN   |
| Ministre des Moudjahidine                                            |           | Mohamed Cherif Messadia      | FLN   |
| Ministre du Tourisme                                                 |           | Abdelmadjid Alahoum          | FLN   |
| Ministre de l’Agriculture et de la Révolution agraire                |           | Salim Saadi                  | FLN   |
| Ministre de la Santé                                                 |           | Abderrezak Bouhara           | FLN   |
| Ministre des Transports                                              |           | Salah Goudjil                | FLN   |
| Ministre de la Justice                                               |           | Lahcène Soufi                | FLN   |
| Ministre du Travail et de la Formation professionnelle               |           | Mouloud Oumeziane            | FLN   |
| Ministre des Affaires religieuses                                    |           | Boualem Baki                 | FLN   |
| Ministre des Travaux publics                                         |           | Ahmed Ali Ghazali            | FLN   |
| Ministre de l’Éducation                                              |           | Mohamed-Chérif Kherroubi     | FLN   |
| Ministre de l’Enseignement supérieur et de la Recherche scientifique |           | Abdelhak Rafik Bererhi       | FLN   |
| Ministre de l’Industrie lourde                                       |           | Mohamed Liassine             | FLN   |
| Ministre de l’Hydraulique                                            |           | Sid Ahmed Ghozali            | FLN   |
| Secrétaire général du Gouvernement ayant le grade de Ministre        |           | Smail Hamdani                | FLN   |
| Ministre de l’Énergie et des Industries pétrochimiques               |           | Belkacem Nabi                | FLN   |
| Ministre de la Planification et de l'Aménagement du territoire       |           | Abdelhamid Brahimi           | FLN   |
| Secrétaires d'État                                                   |           |                              |       |
| Secrétaire d’État chargé de la Pêche                                 |           | Ahmed Houhat                 | FLN   |
| Secrétaire d’État chargé des Forêts                                  |           | Brahim Brahimi               | FLN   |
| Secrétaire général de la Présidence ayant grade de Ministre          |           | Abdelmalek Benhabylès        | FLN   |